# Kelsey Asbille

Luke Grimes i Kelsey Asbille (2018)

Kelsey Asbille Chow (ur. 9 września 1991 w Columbia) – amerykańska aktorka.

## Kariera
Kelsey Chow po zdobyciu doświadczenia w teatrze amatorskim w Columbia dostała swoją pierwszą rolę telewizyjną w 2005. Zagrała także rolę Matisse Burrows w filmie Disneya Brat zastępowy. Do 2013 roku grała główną rolę w serialu komediowym Disneya: Para królów.
W 2015 roku zagrała jedną z głównych ról w teledysku Hayley Kiyoko „Girls Like Girls”.
Od 2017 roku występuje jako Kelsey Asbille.

## Filmografia

### Filmy
| Rok  | Tytuł                           | Rola              | Uwagi                      |
| ---- | ------------------------------- | ----------------- | -------------------------- |
| 2009 | My Sweet Misery                 | Girlfriend Past   |                            |
| 2012 | Niesamowity Spider-Man          | Sally Avril       | w napisach jako „Hot Girl” |
| 2013 | The Wine of Summer              | Brit              |                            |
| 2013 | Run                             | Emily Baltimore   |                            |
| 2014 | Found Footage                   | Dziewczyna        | krótkometrażowy            |
| 2015 | Full of Grace                   | Zara              |                            |
| 2015 | Chicago Sanitation              | Sanitation Worker | krótkometrażowy            |
| 2017 | Wind River. Na przeklętej ziemi | Natalie Hanson    |                            |
| 2024 | Paraliż                         | Iris              |                            |

### Telewizja
| Rok       | Tytuł                          | Rola            | Uwagi               |
| --------- | ------------------------------ | --------------- | ------------------- |
| 2005–2009 | Pogoda na miłość               | Gigi Silveri    | 18 odc.             |
| 2008      | Nie ma to jak hotel            | Dakota          | 1 odc.              |
| 2010      | Brat zastępowy                 | Matisse Burrows | film TV             |
| 2010–2013 | Para królów                    | Mikayla Makoola | w gł. obs.; 63 odc. |
| 2014      | Dzidzitata                     | Stephanie       | 1 odc.              |
| 2014      | Hieroglyph                     | Lotus Tenry     | niewykorz. pilot    |
| 2015–2016 | Teen Wolf: Nastoletni wilkołak | Tracy Stewart   | 13 odc.             |
| 2016      | Embeds                         | Marissa         | w gł. obs.; 6 odc.  |
| 2018      | Brimming with Love             | Allie Morgan    | film TV             |
| 2018      | Niedorozwiedzeni               | Charlotte       | 2 odc.              |
| 2018–2022 | Yellowstone                    | Monica Dutton   | w gł. obsadzie      |
| 2020      | Fargo                          | Swanee Capps    | 7 odc.              |